# 紅紙扇

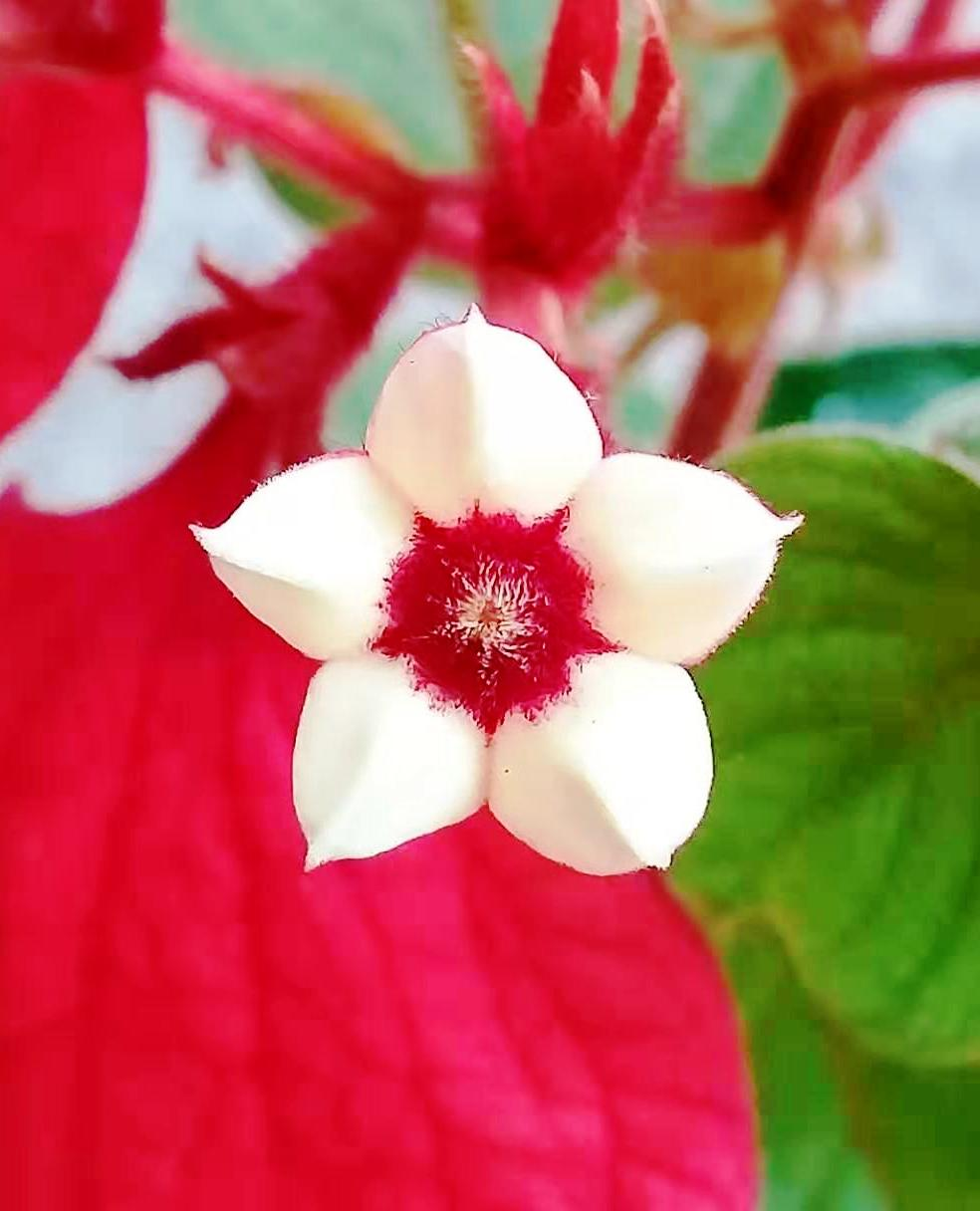
造型獨特的紅葉金花。台灣台中。

紅紙扇（學名：Mussaenda erythrophylla），別稱血萼花、紅葉金花，茜草科玉叶金花属，常綠或半落葉灌木。盆栽高約1米或更高，葉寛卵圓形，中脈及側脈密生紅絨毛，長8~15厘米，亮綠色;聚傘花序頂生，花長約4厘米，花筒紅色，裂片黃色，萼片5枚，其中1枚特別肥大如葉片狀，呈血紅色，實際上是我們觀賞的主要部位。紅紙扇花期甚長，從夏至秋盛開。

## 同屬植物
常見的還有白紙扇（M.parviflora），也稱玉葉金花，葉片稍長,革貭;葉狀萼片白色，橢圓形或卵形；花冠黃色，星形，裂片披針形。粉葉金花（M.hybrida "alicia"），葉長橢圓形；5枚萼片均較肥大而微後卷，粉紅色，盛開時甚為醒目。